# Бялусни-Лясек (Мазовецьке воєводство)
Бялусни-Лясек (пол. Białusny Lasek) — село в Польщі, у гміні Мишинець Остроленцького повіту Мазовецького воєводства.
Населення — 314 осіб (2011).
У 1975-1998 роках село належало до Остроленцького воєводства.

## Демографія
Демографічна структура станом на 31 березня 2011 року:
|          | Загалом | Допрацездатний вік | Працездатний вік | Постпрацездатний вік |
| -------- | ------- | ------------------ | ---------------- | -------------------- |
| Чоловіки | 161     | 41                 | 102              | 18                   |
| Жінки    | 153     | 43                 | 80               | 30                   |
| Разом    | 314     | 84                 | 182              | 48                   |